# 广州都市圈
广州都市圈，是中华人民共和国广东省的一个大型都市圈，范围包括广州市、佛山市全域，以及肇庆市的端州区、鼎湖区、高要区、四会市，清远市的清城区、清新区、佛冈县。广州都市圈是广东省规划的五大都市圈之一。

## 发展格局
《广州都市圈发展规划》指出的广州都市圈发展格局为：以广州为中心，以广佛核心区为引领，以肇庆、清远中心城区为发展极，依托主要交通廊道，构建“一核两极四轴”的都市圈总体发展格局，深化与深圳都市圈和珠江口西岸都市圈的合作联动，形成核心引领、轴带支撑的都市圈发展格局。一核即“广佛核心区”，两极即肇庆、清远中心城区，四轴即广佛肇发展轴、广清发展轴、与深圳都市圈联动发展轴和与珠江口西岸都市圈联动发展轴。

## 历史
2015年广东省人民政府工作报告中提出，推进“广佛肇+清远、云浮”、“深莞惠+汕尾、河源”、“珠中江+阳江”三个新型都市区建设；2017年发布的新型城镇化规划同样提出构建三大新型都市区，当中将韶关加入广佛肇都市圈。2020年广东省发改委发布的广东开发区总体发展规划中，广州都市圈包括广州、佛山、肇庆、清远、云浮和韶关。
2022年8月，广东省自然资源厅发布《广东省都市圈国土空间规划协调指引》，明确广州都市圈包括广州市、佛山市全域，以及肇庆市的端州区、鼎湖区、高要区、四会市，清远市的清城区、清新区、佛冈县；提出构建“一核六极、十字主轴、网络辐辏”的空间格局。2023年，广东省人民政府发布《广州都市圈发展规划》。规划的都市圈范围未变，部分任务举措还涉及清远英德市和云浮、韶关部分地区；同时提出构建“一核两极四轴”的空间布局。